# Bitto
El bitto és un formatge de pasta premsada cuita elaborat amb llet de vaca a la regió italiana de Llombardia.